# Le miel est plus doux que le sang (1927)
Pour l’article homonyme, voir Le miel est plus doux que le sang (1941).
Le miel est plus doux que le sang est une huile sur toile peinte par Salvador Dalí en 1927. Seule la toile préparatoire – Étude pour « Le miel est plus doux que le sang » – nous est parvenue et est exposée à Figueres. La toile définitive est perdue ou non répertoriée.

## Contexte
La toile définitive est perdue et seule la toile préparatoire est répertoriée. Elle est conservée à la Fondation Gala-Salvador Dalí.
Il s’agit d'une des premières toiles surréalistes de Salvador Dali, alors que celui-ci venait d'intégrer le cercle des surréalistes parisiens. On trouve dans la toile des influences d'autres figures importantes de ce mouvements, telles Yves Tanguy.
Dans le coin inférieur droit, on note un âne mort en putréfaction infesté de mouches. Il s'agit d'une image commune de l’œuvre dalinienne qui apparut ici et que l'on retrouve notamment dans le film surréaliste Un chien andalou que Dali coécrivit avec le cinéaste Luis Buñuel.

## Analyse
Il est difficile de ne pas mettre en relation le titre avec les écrits de Dali et de son ami et infortuné amant, Federico García Lorca. Dans La vie secrète de Salvador Dali, l'auteur qualifie la masturbation de plus douce que le miel alors que Lorca qualifiait le sexe de forêt de sang. Par son titre, la toile serait inspirée de sa relation avec Federico Garcia Lorca
Enfin, la peur des femmes était une constante chez le Dali de ces années qui virent la création d'autres toiles sur le thème de la sexualité et de la masturbation : Le Grand Masturbateur et Jeu lugubre,.

## Description
L’ensemble de la toile est dans des tons bleus. La toile est partagée en deux par une diagonale. La partie haute est bleu ciel. La partie basse est bleu-gris sombre. Sur la partie basse divers éléments lugubres sont disposés : un âne mort et des mouches, des aiguilles plantées dans le sable, un cadavre de femme décapité  et tête aux yeux fermés que certains rapprochent de  celle de García Lorca.